# The Outer Space Connection
The Outer Space Connection (tạm dịch: Kết nối ngoài không gian) là bộ phim tài liệu năm 1975 do Alan Landsburg sản xuất, Fred Warshofsky đạo diễn và Rod Serling tường thuật. Đây là tác phẩm cuối cùng trong bộ ba phim tài liệu nói về giả thuyết phi hành gia cổ đại do Landsburg sản xuất. Bộ phim này là một trong những dự án cuối cùng mà Rod Serling thực hiện trước khi ông qua đời vào năm 1975.

## Cốt truyện
Bộ phim tài liệu này đề ra giả thuyết phi hành gia cổ đại gây tranh cãi rằng người ngoài hành tinh đã khám phá Trái Đất trong quá khứ xa xôi. Những thực thể này có ảnh hưởng sâu sắc đến việc tạo ra sự sống của con người và gầy dựng nền văn minh nhân loại, sau đó họ bỏ đi xa để loài người tự tiến hóa kèm theo lời hứa rằng họ sẽ trở lại vào một ngày trong tương lai với mục đích không xác định.

## Sản xuất
Landsburg còn tạo ra hai bộ phim tài liệu truyền hình khác đề cập đến chủ đề phi hành gia cổ đại là In Search of Ancient Astronauts (tạm dịch: Truy tìm phi hành gia cổ đại) và In Search of Ancient Mysteries (tạm dịch: Truy tìm bí ẩn cổ đại) đều được sản xuất vào năm 1973. Cả ba dự án đều do Rod Serling tường thuật. The Outer Space Connection dựa trên một cuốn sách cùng tên, cũng do Landsburg chấp bút và được Bantam Books xuất bản. Bộ phim tài liệu này do chính Fred Warshofsky đạo diễn và biên kịch, ông từng phụ trách khâu viết kịch bản và làm đạo diễn cho bộ phim trước đó có tựa đề In Search of Ancient Mysteries.  Các phần của phim được quay ở Park City, Utah. Phim được hãng Sunn Classic Pictures phát hành cũng chính là hãng đã phát hành bộ phim Chariots of the Gods (tạm dịch: Cỗ xe của các vị thần) vào năm 1970. Bộ phim này được phát hành dưới định dạng VHS trong suốt thập niên 1980 và có thể dễ dàng tìm thấy trên nhiều trang chia sẻ video trên Internet.